# SN 1954O
SN 1954O – supernowa odkryta 4 maja 1954 roku w galaktyce A141942+1320. W momencie odkrycia miała maksymalną jasność 17,60m.